# Luis Manuel Orejuela
Luis Manuel Orejuela García (Cali, 20 d'agost de 1995) és un futbolista professional colombià que juga de lateral dret. El 2016 va fitxar per l'AFC Ajax.